# Delta de México
El Delta de México fue un equipo que participó en la Liga Mexicana de Béisbol con sede en la Ciudad de México, México.

## Historia
El Delta participó durante seis temporadas en la Liga Mexicana de Béisbol, debutó para la campaña de 1929 donde terminó empatado en primer lugar con Chiclets Adams de México al ganar 11 juegos y perder 5, el campeón se definió mediante una serie final en la que el equipo Delta perdió en 3 juegos. Después de esa temporada el equipo Delta no volvió a ser protagonista en la liga. Su última temporada en 1934 terminó en sexto lugar al ganar 7 juegos y perder 14, a 9 juegos del primer lugar.